# شيل أولا دال
شيل أولا دال (بالنرويجية: Kjell Ola Dahl) (و. 1958 – م) هو كاتب سيناريو وكاتب من النرويج، ولد في يوفيك.

## جوائز
حصل على جوائز منها:
- Riverton Prize [الإنجليزية]‏ (2000).

## وصلات خارجية
- شيل أولا دال على موقع IMDb (الإنجليزية)
- شيل أولا دال على موقع قاعدة بيانات الأفلام العربية
- شيل أولا دال على موقع ألو سيني (الفرنسية)
- شيل أولا دال على موقع أول موفي (الإنجليزية)
- شيل أولا دال على موقع قاعدة بيانات الأفلام السويدية (السويدية)
- شيل أولا دال على موقع قاعدة بيانات الفيلم (الإنجليزية)
- شيل أولا دال على موقع كينوبويسك (الروسية)